# Consolea rubescens
Consolea rubescens är en kaktusväxtart som först beskrevs av Salm-dyck och Dc., och fick sitt nu gällande namn av Lem.. Consolea rubescens ingår i släktet Consolea, och familjen kaktusväxter. Inga underarter finns listade i Catalogue of Life.